# Lena (Illinois)
Pour les articles homonymes, voir Lena.
Lena est une municipalité américaine du comté de Stephenson, dans l'Illinois. Au recensement de 2010, Lena comptait 2 912 habitants.